# 22990 Метбреннер
22990 Метбреннер (22990 Mattbrenner) — астероїд головного поясу, відкритий 4 листопада 1999 року.
Тіссеранів параметр щодо Юпітера — 3,393.